# Ed Ling
Edward Theodore Ling, detto Ed (Taunton, 7 marzo 1983), è un tiratore a volo britannico.

## Palmarès
Olimpiadi
- 1 medaglia:
  - 1 bronzo (trap a Rio de Janeiro 2016).

Mondiali
- 2 medaglie:
  - 1 argento (trap a Granada 2014)
  - 1 bronzo (trap a squadre a Belgrado 2011).